# Transport rowerowy w Sosnowcu

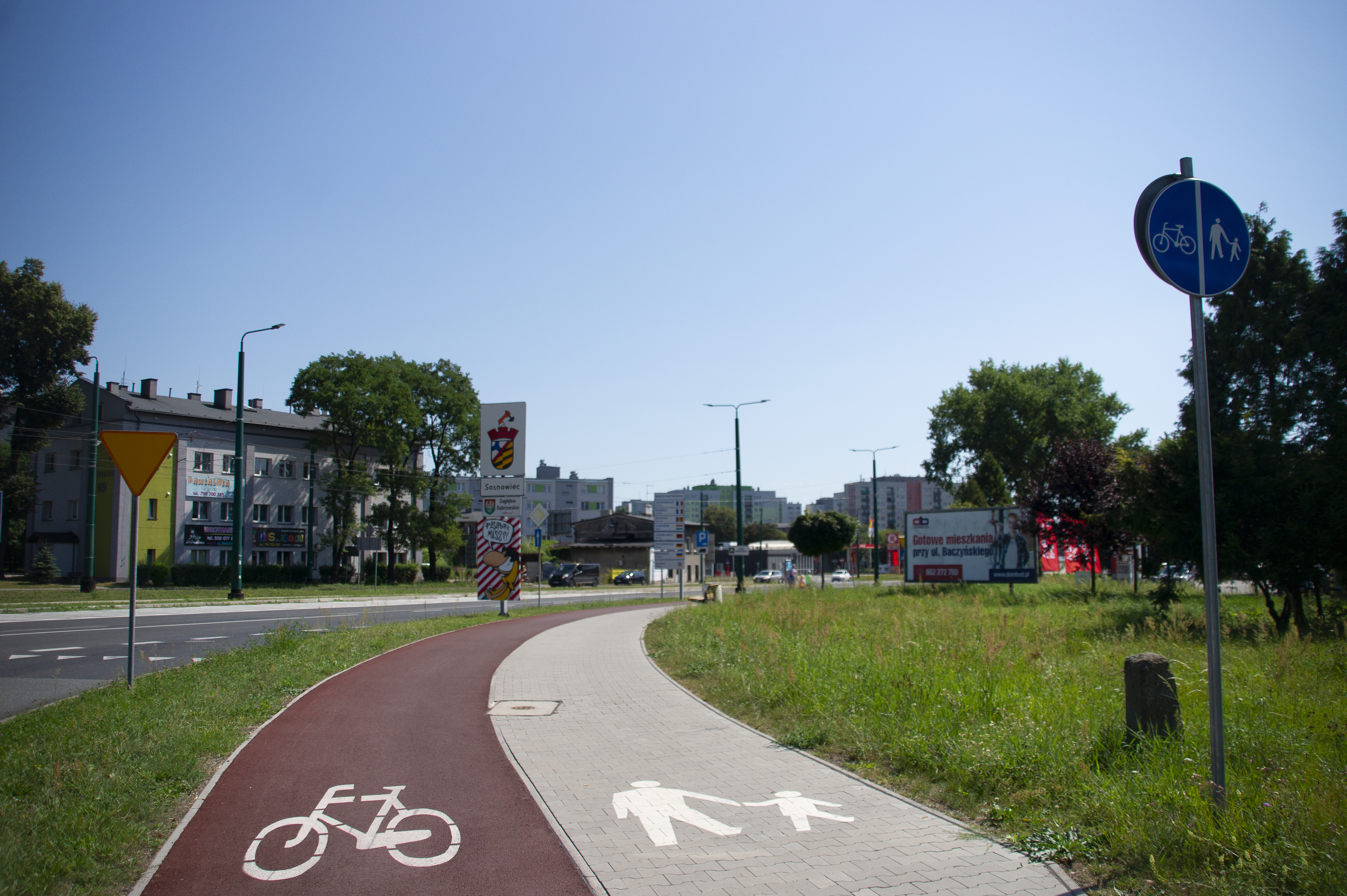
Droga rowerowa w ciągu ulicy Piłsudskiego, wjazd do miasta od strony Katowic

Transport rowerowy w Sosnowcu – sieć dróg dla transportu rowerowego oraz elementów infrastruktury rowerowej w Sosnowcu obejmuje 51,5 km dróg rowerowych z czego 10,15 km stanowią ciągi pieszo-rowerowe a dodatkowo 40 km dróg posiada ograniczony ruch samochodowy dla zwiększenia bezpieczeństwa rowerzystów. Prawie cała drogowa infrastruktura rowerowa zlokalizowana jest w zachodnich dzielnicach, na terenach mocno zurbanizowanych. Infrastruktura ma charakter ciągły. Miasto posiada połączenia drogami rowerowymi z Będzinem, Czeladzią, Dąbrową Górniczą, Mysłowicami, Katowicami. Miastami z którymi Sosnowiec graniczy a nie posiada połączenia rowerowego jest Jaworzno i Sławków.

## Charakterystyka sosnowieckiej infrastruktury rowerowej

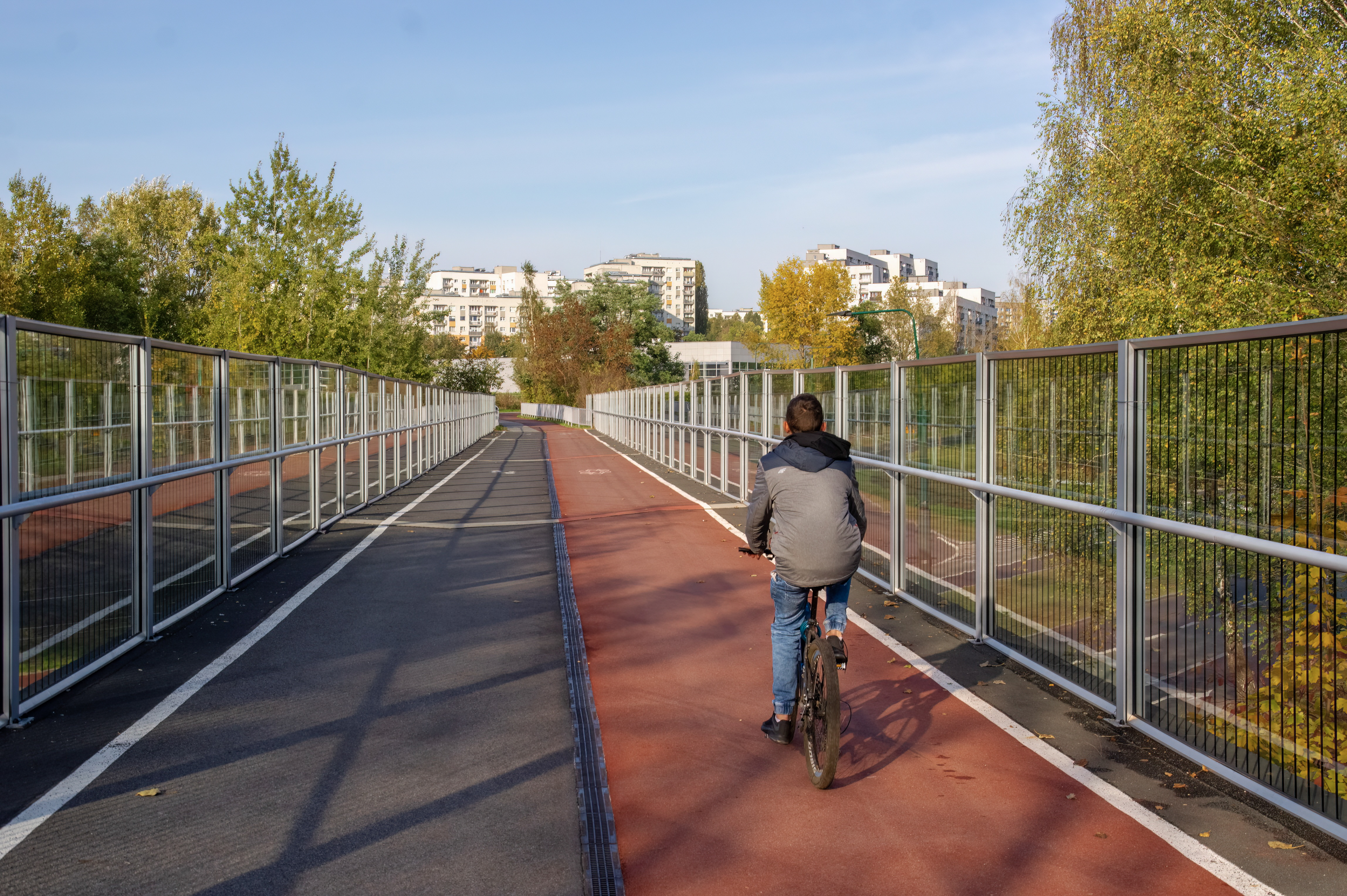
Most pieszo-rowerowy zaadaptowany po dawnej kolei piaskowej KWK Sosnowic, prowadzący z Sielca na Środulę

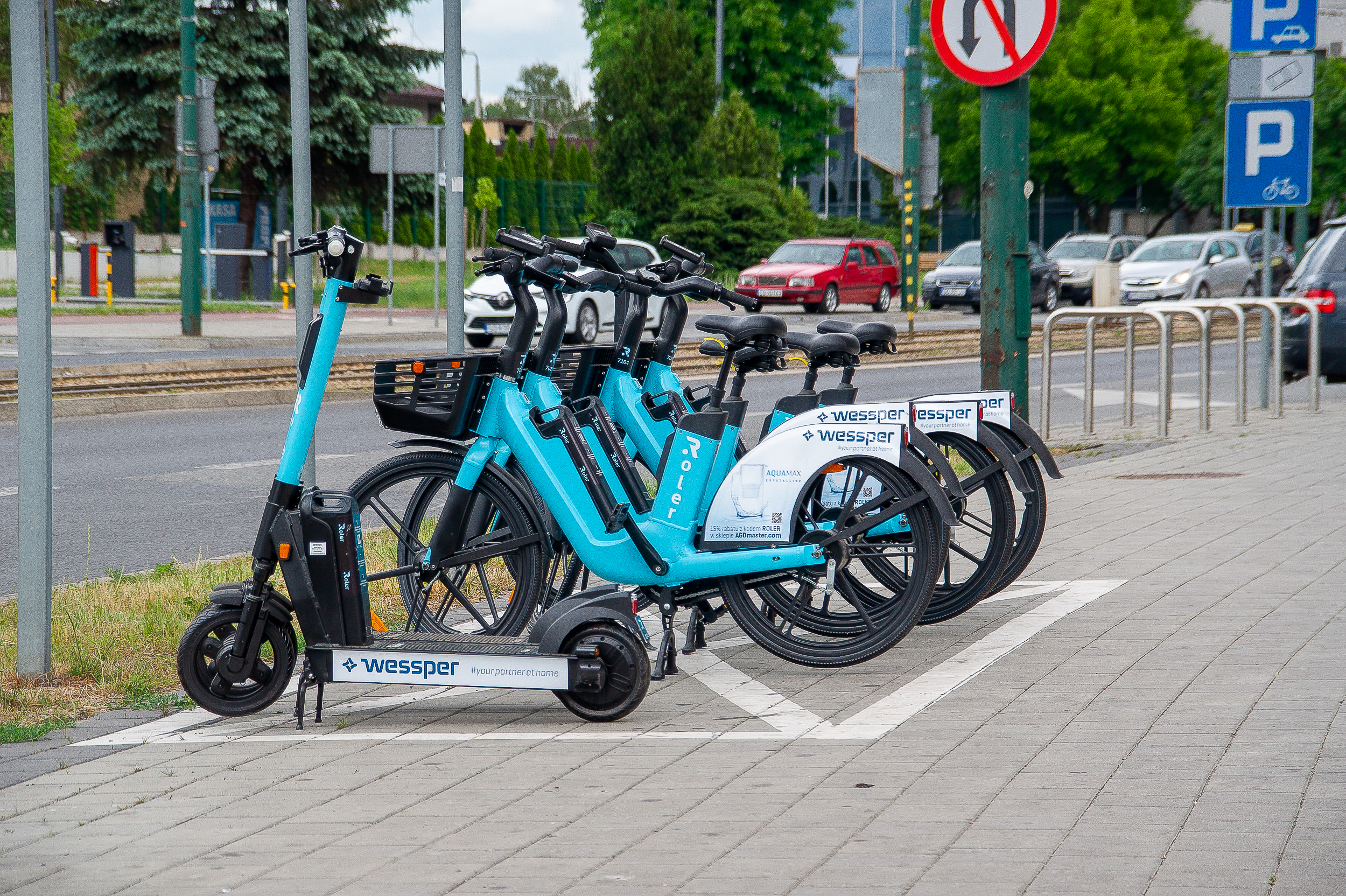
Rowery elektryczne do wypożyczenia operatora Roler

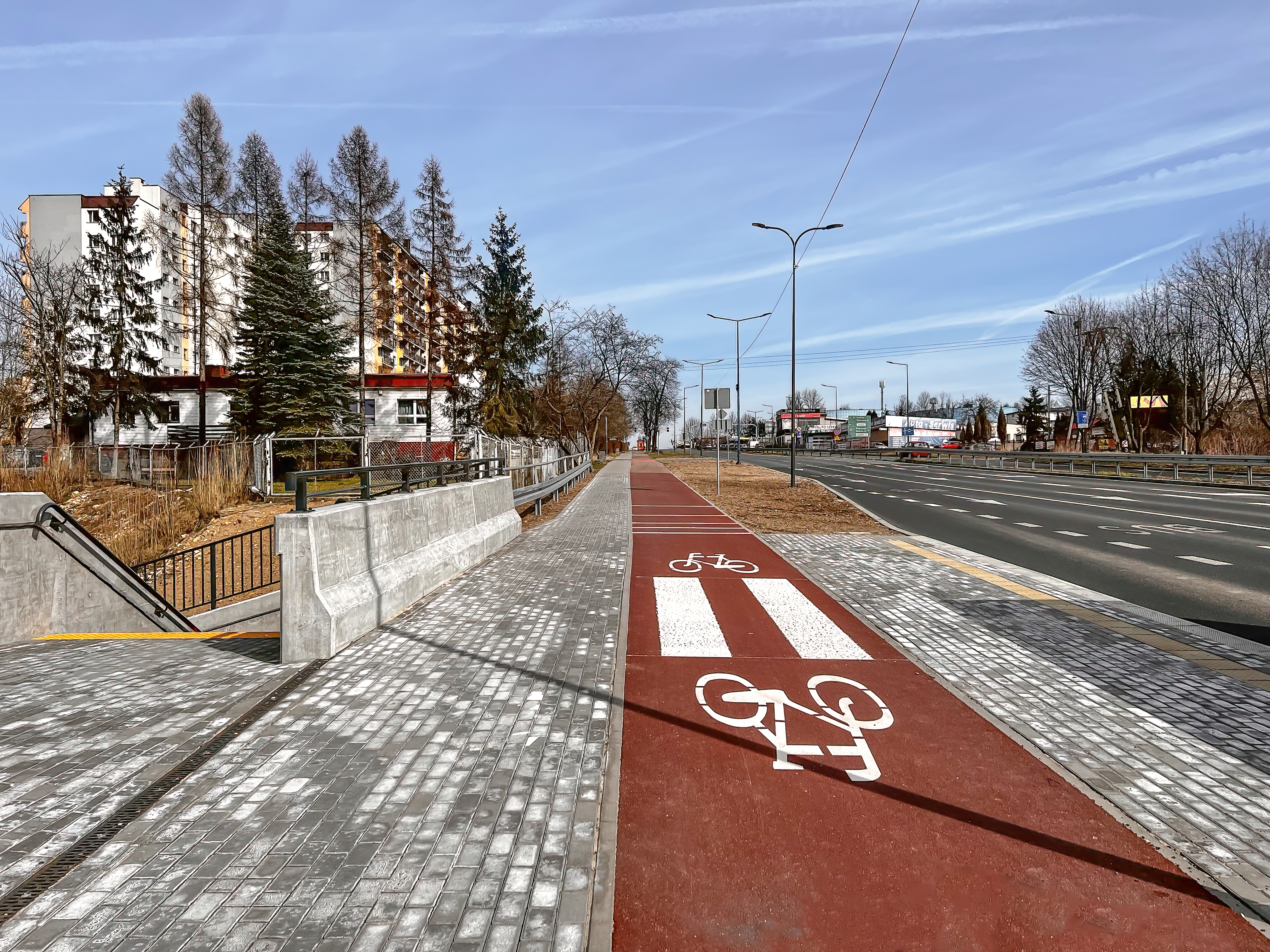
Droga rowerowa wzdłuż ulicy Barci Mieroszewskich w pobliżu nowego minicentrum przesiadkowego.

W Sosnowcu infrastruktura rowerowa od wielu lat była zaliczana do jednych z najgorszych w miastach powyżej 100 tys. mieszkańców. Większość traktów rowerowych miało charakter nieciągły. Jeszcze w 2012 r. władze miasta do infrastruktury rowerowej zaliczały również drogi szutrowe z wyznaczonymi turystycznymi szlakami rowerowymi.
W listopadzie 2014 r. pojawiły się deklaracje ze strony Urzędu Miasta Sosnowca o przestrzeganiu standardów i wybudowaniu 17,5 km dróg rowerowych, w tym o przyjęciu jako standard budowania dróg rowerowych z czerwonego asfaltu, stosowania obniżonych przejazdów, oznakowania, dopuszczony ruch rowerowy w ulicach jednokierunkowych. Były też obietnice dostosowania kładki na osiedlu Środula do ruchu rowerowego, zamontowania 20 stacji naprawczych, konsultacji wszystkich inwestycji ze środowiskiem rowerzystów oraz corocznego przeznaczania na infrastrukturę 2 mln złotych.
W 2017 r. na terenie miasta znajdowało się około 21 km wydzielonych dróg rowerowych. Do tego czasu wszystkie drogi rowerowe budowane w Sosnowcu były wykonywane wyłącznie z kostki brukowej. W wielu miejscach nie stosowano obniżonych krawężników, a w miejscach gdzie były stosowane, niwelacja względem jezdni wynosiła nawet kilka centymetrów. W 2017 r., Prezydent Arkadiusz Chęciński przy okazji zapowiedzi nowych inwestycji rowerowych, między innymi 17 km nowy dróg rowerowych. Obiecał także stosowanie wysokich standardów przy budowie infrastruktury rowerowej, w tym budowa dróg rowerowych z czerwonego asfaltu.
W 2018 r. rozpoczęły się pierwsze poważne inwestycje wraz z uruchomieniem Sosnowieckiego Roweru Miejskiego. W 2019 r. Sosnowiec przyjął Metropolitalne Standardy Budowy Dróg Rowerowych. Od czasu przyjęcia ciągi rowerowe powstają w standardzie 2m dla drogi rowerowej i 3m w przypadku ciągu pieszo-rowerowego.
W 2019 r. część odpowiedzialności za infrastrukturę łączącą miasta Metropolii GZM przejęły władze Metropolii. W programie znalazły się obietnice budowy Velostrady łączącej miasta Górnego Śląska i Zagłębia, w tym przede wszystkim Katowic, Sosnowca, Będzina i Dąbrowy Górniczej. W 2021 r. pojawiły się konkretne plany dotyczące przebiegu velostrady w mieście: połączenie z Katowickim odbiciem velostady będzie do Bulwaru Brynicy a dalej przebieg w okolicy ul. Wiązowej i Sedlaka. W Sosnowcu ma także powstać węzeł / odbicie velostrady w kierunku Czeladzi i Będzina.
W maju 2022 r. w Sosnowcu pojawił się system do wypożyczania rowerów elektrycznych piątej generacji – bez stacji dokujących.
| lata | w km ogółem | w km na 10 000 ludności | na 1km² |
| ---- | ----------- | ----------------------- | ------- |
| 2011 | 11,3        | 0,52                    |         |
| 2012 | 11,3        | 0,53                    |         |
| 2013 | 11,3        | 0,53                    |         |
| 2014 | 11,3        | 0,54                    |         |
| 2015 | 20,0        | 0,96                    |         |
| 2016 | 20,5        | 1,0                     |         |
| 2017 | 23,1        | 1,13                    |         |
| 2018 | 45,0        | 2,23                    |         |
| 2020 | 50,0        | 2,57                    |         |
| 2022 | 50,5        | 2,67                    |         |

### Historia infrastruktury rowerowej w Sosnowcu

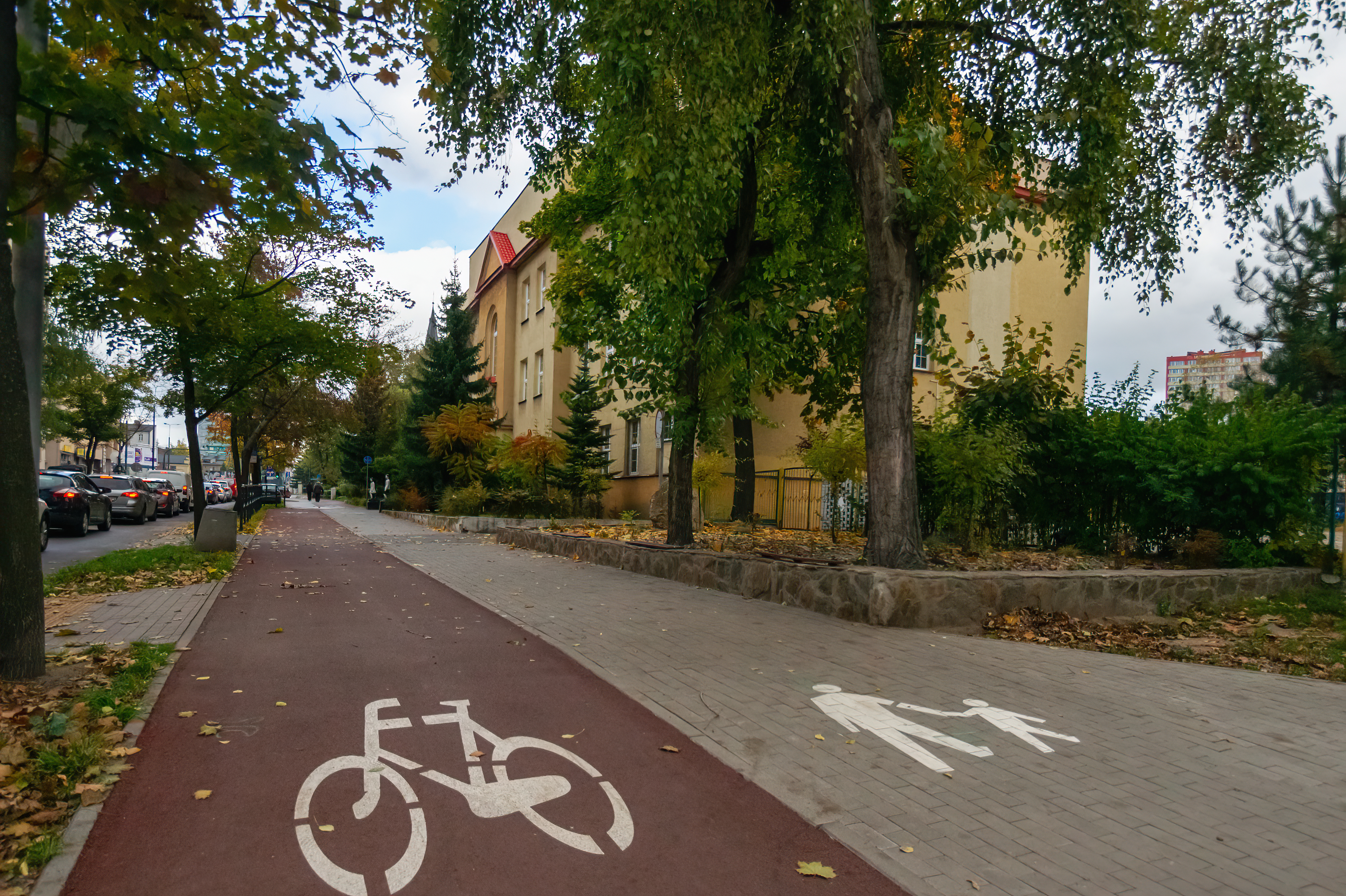
Droga rowerowa w centrum Sosnowca, ul. Kościelna, okolice Szkoły Podstawowej nr 4.

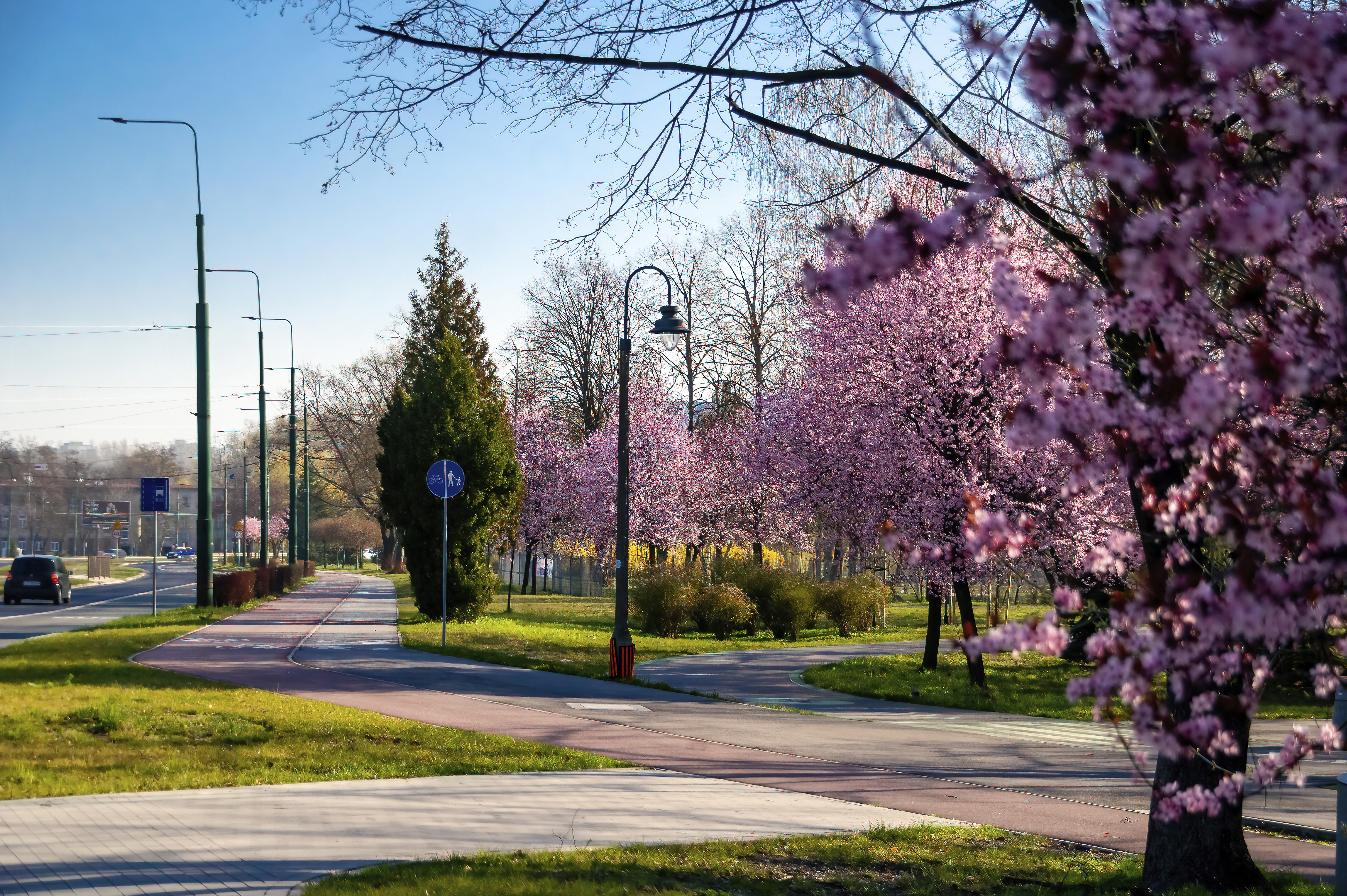
Droga rowerowa z czerwonego asfaltu w Parku Sieleckim w Sosnowcu wzdłuż ciągu ul. 3-go Maja

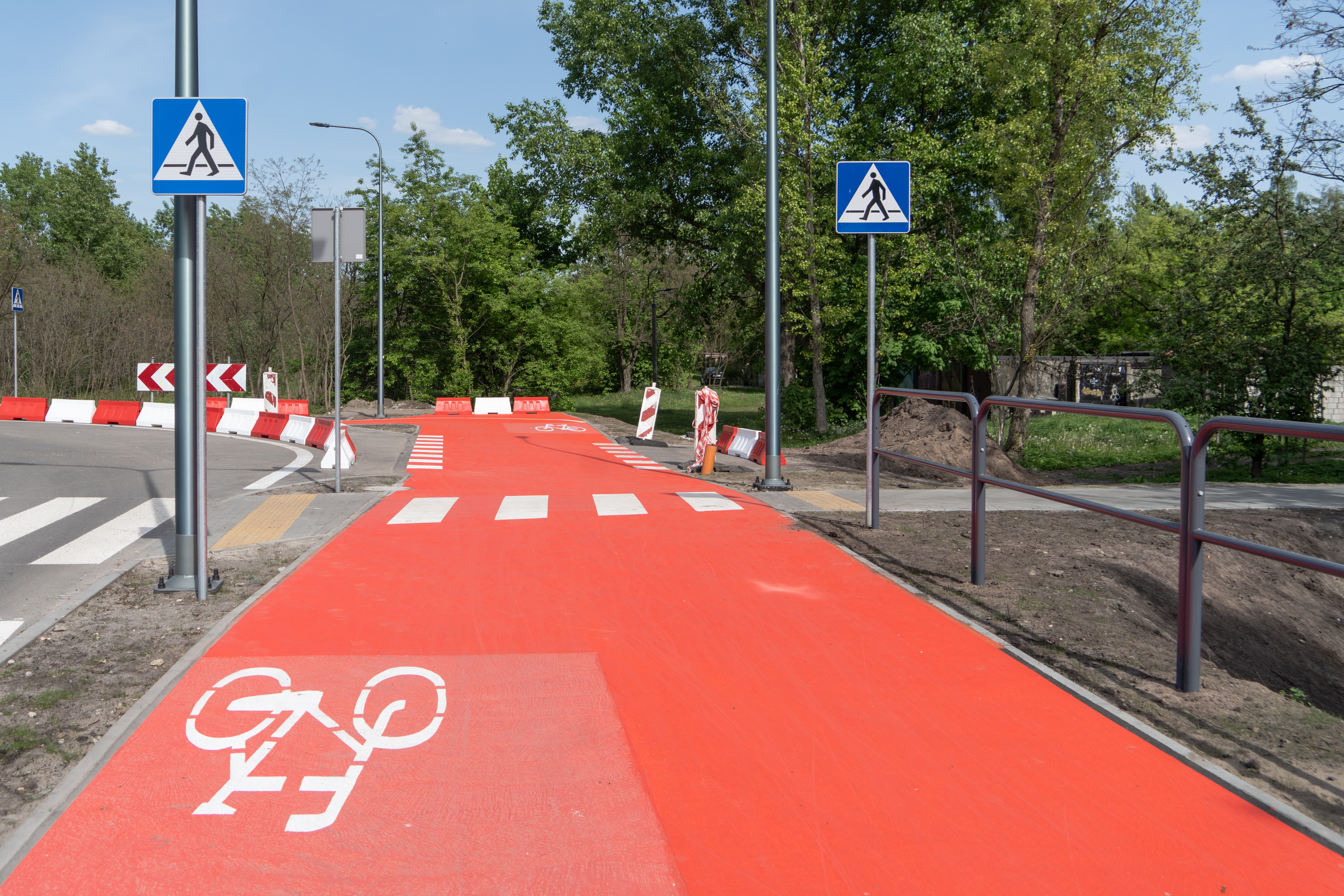
velostrada nr 1 Katowice - Sosnowiec; fragment velostrady w Sosnowcu wzdłuż łącznika ulic Sedlaka i Niepodległości; pierwszy wybudowany w Metropolii GZM fragment velostrad GZM

Zasięg systemu Metrorower oraz przebieg planowanych i budowanych velostrad.

Sosnowiec w rankingu miast powyżej 100 000 mieszkańców przez wiele lat występował w ścisłej końcówce rankingu, zarówno biorąc pod uwagę statystyki ilościowe, jakościowe, jak i ilość dróg w przeliczeniu na jednego mieszkańca
- 2008 r. – pierwsza edycja Zagłębiowskiej Masy Krytycznej, która była manifestacja na brak infrastruktury rowerowej m.in., w Sosnowcu[17]
- 2011 r. – zapowiedź budowy śluz rowerowych w Sosnowcu[18]
- 2012 r. – Sosnowiec zajmuje 33 miejsce w rankingu (na 41 miast)[5]
- 2014 r. – 41 miejsce (ostatnie)[7] miejsce w rankingu (11,3 km dróg rowerowych, 0,5 km dróg rowerowych na każde 10 tys. mieszkańców)[6]
- 2015 r. – w Budżecie Obywatelskim miasta Sosnowiec wygrywa projekt rowerowy Bulwar Czarnej Przemszy znaczną przewagą ilości głosów, którego zasadniczym elementem jest budowa drogi rowerowej przez duży obszar gęsto zasiedlonej części miasta;
- 2015 r. – remont szutrowych ścieżek rowerowych w Parku Tysiąclecia – Budżet Obywatelski[19];
- 2015 r. – Renowacja nawierzchni na Stawikach – Budżet Obywatelski[19];
- 2016 r. – Sosnowiec zajmuje 39 miejsce w rankingu (na 41 miast)[7] (20,5 km dróg rowerowych, 1 km na każde 10 tys. mieszkańców)[16]
- 2016 r. – Przebudowa ulicy Braci Mieroszewskich[20];
- 2017 r. – utworzenie w mieście funkcji oficera rowerowego i powołanie na to stanowisko Rafała Sicińskiego[21][22], zapowiedź Prezydenta Arkadiusza Chęcińskiego budowy infrastruktury rowerowej w Sosnowcu[11] 25 km nowych dróg rowerowych[23] i budowa przejść podziemnych przyjaznych rowerzystom: ul. 3 Maja w okolicy ul. Żeromskiego, Rondo Zagłębia Dąbrowskiego, ul. Piłsudskiego – Sobieskiego – Kilińskiego, Piłsudskiego – Mireckiego[23]
- 2018 r. – pierwsze stacje miejskiej wypożyczalni rowerów, miasto awansuje z 39 na 24 pozycję w rankingu miast przyjaznych rowerzystom[24] oraz z 7 na 3 pozycję w Metropolii GZM pod względem ilości dróg rowerowych[25], rozpoczęcie stosowania przejazdów dla rowerów bez krawężnika (bekrawężnikowych)[26],
- 2019 – przyjęcie Metropolitalne Standardy Budowy Dróg Rowerowych, zapowiedź połączenia istniejących fragmentów dróg rowerowych w ciągłą infrastrukturę[27], rozbudowa systemu roweru miejskiego do 22 stacji i 270 rowerów,
- 2020 r. – budowa połączenia rowerowego do Dąbrowy Górniczej wzdłuż ulicy 11 listopada[28], zostaje wydany poradnik dla rowerzystów „Zachowuj się na rowerze” z zasadami ruchu i poradami uzupełniony o mapę infrastruktury[29],
- 2021 r. – budowa połączenia rowerowego do Mysłowic[30] poprzez ul. Ostrogórską[29], tym samym zyskując połączenie drogami rowerowymi z czterema z siedmiu ościennych miast,
- 20 maja 2022 r. Sosnowiec wraz z sąsiednimi miastami podpisały i Metropolią GZM podpisały porozumienie na rzecz budowy velostrad[31]
- W listopadzie 2023 wykonano fragment pierwszego odcinka Velostrady nr 1 na terenie Sosnowca —fragment łączący Pogoń i Stary Sosnowiec[32]

### Obiekty
- miasteczka ruchu drogowego[33]:
  - przy Szkole Podstawowej nr 46 przy ul. Gwiezdnej na Zagórzu — pierwszy w mieście obiekt edukacji rowerzystów, powstałe w ramach Budżetu Obywatelskiego pod koniec 2017 r.;
  - przy Zespole Szkół nr 2 (Szkoła Podstawowa nr 42) przy ulicy Prusa 253 A na Środuli — obiekt otwarty w 2024 r.;
- pumptracki:
  - przy Trójkącie Trzech Cesarzy — od 2009 jako inicjatywa obywatelska, od 2018 w formie infrastrukturalnej w ramach Budżetu Obywatelskiego[34][35],
  - przy Stawikiach — od 2021[36]
- trasy zjazdowe: Milovice Trails — projekt społeczny w Parku Tysiąclecia[37][38]

## Publiczny rower miejski

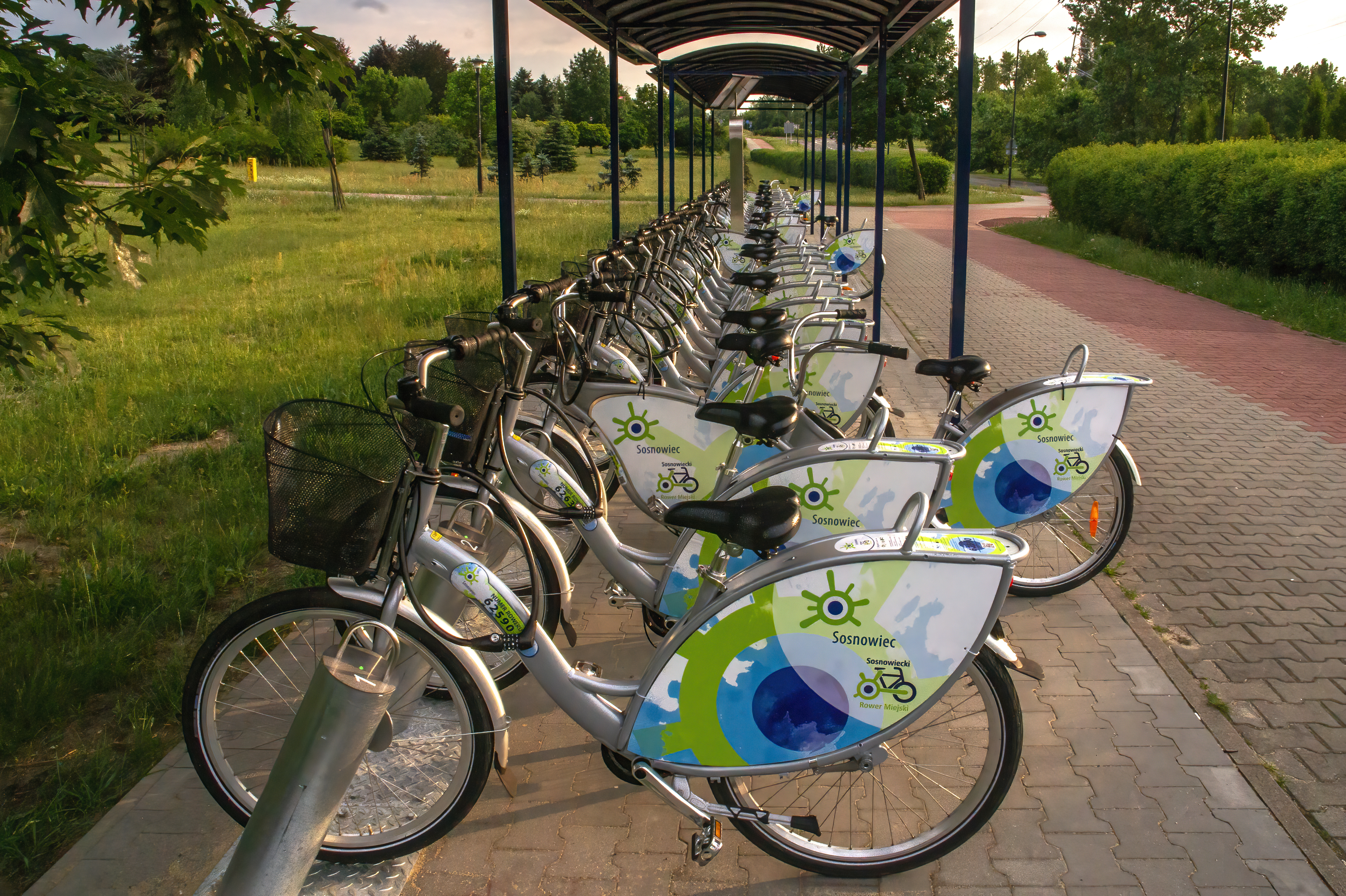
Stacja wypożyczalni roweru miejskiego w Parku Środula

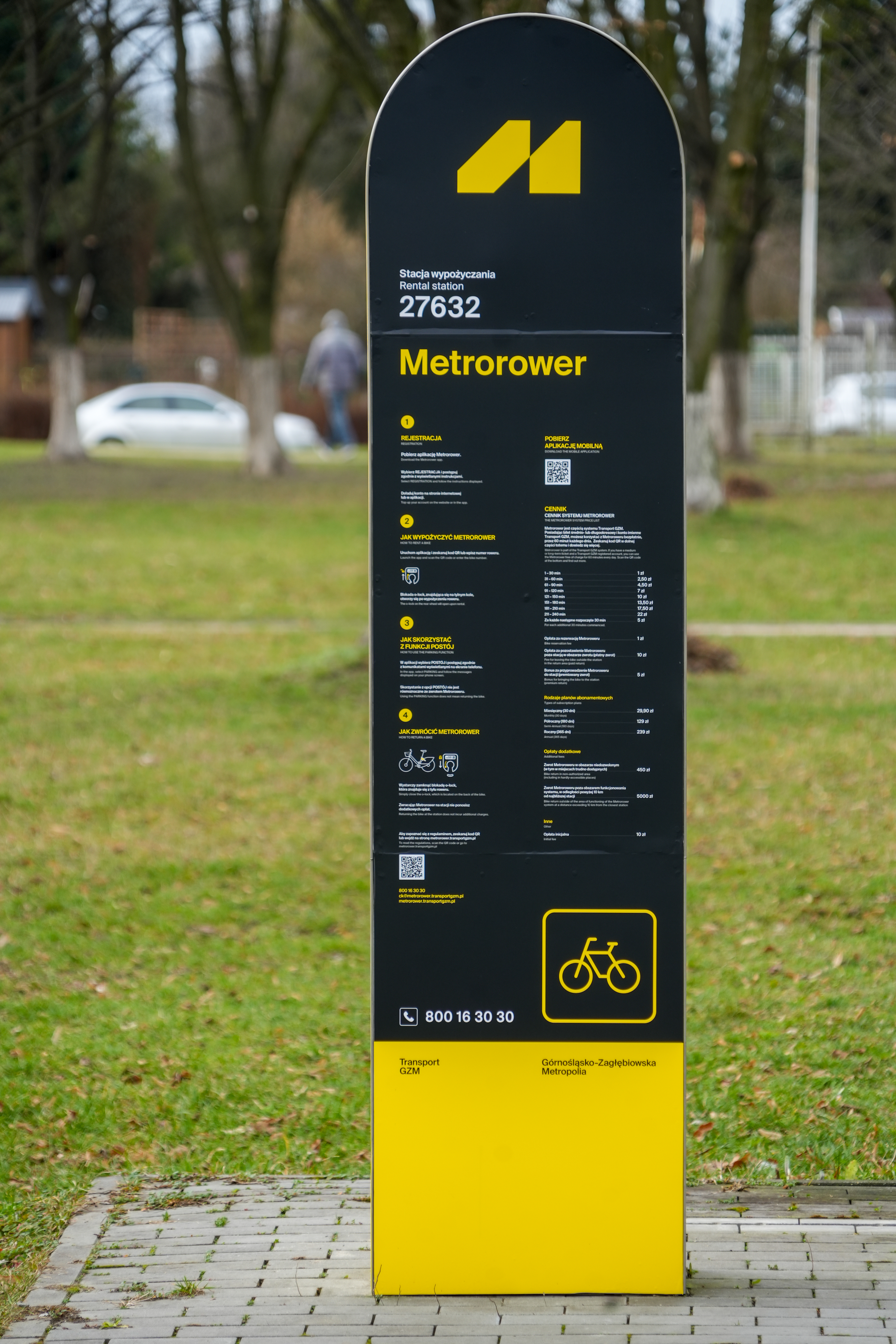
Totem informacyjny przy jednej ze stacji

W latach 2018–2023 od początku kwietnia do końca listopada funkcjonował miejski system wypożyczalni rowerów – obsługiwany przez firma Nextbike. Od 2019 r. systemem zintegrowany był z systemem w Katowicach, Tychach i Siemianowicach Śląskich co pozwalało wypożyczony rower w Sosnowcu zostawić w innych miastach i odwrotnie. System posiadał 23 stacje i 310 rowerów własnych w tym tandemy, rowery cargo, rowery trójkołowe, rowery z fotelikami dla dzieci oraz rowery dziecięce. 
25 lutego 2024 r. Sosnowiecki Rower Miejski został zastąpiony metropolitalnym systemem roweru miejskiego 4 generacji (bez stacji dokujących) o nazwie Metrorower, który funkcjonuje w 31 z 40 gmin GZM (w pierwszej fazie 8 gmin). W Sosnowcu rozlokowanych jest 86 stacji.

## Szlaki rowerowe Sosnowca i okolic

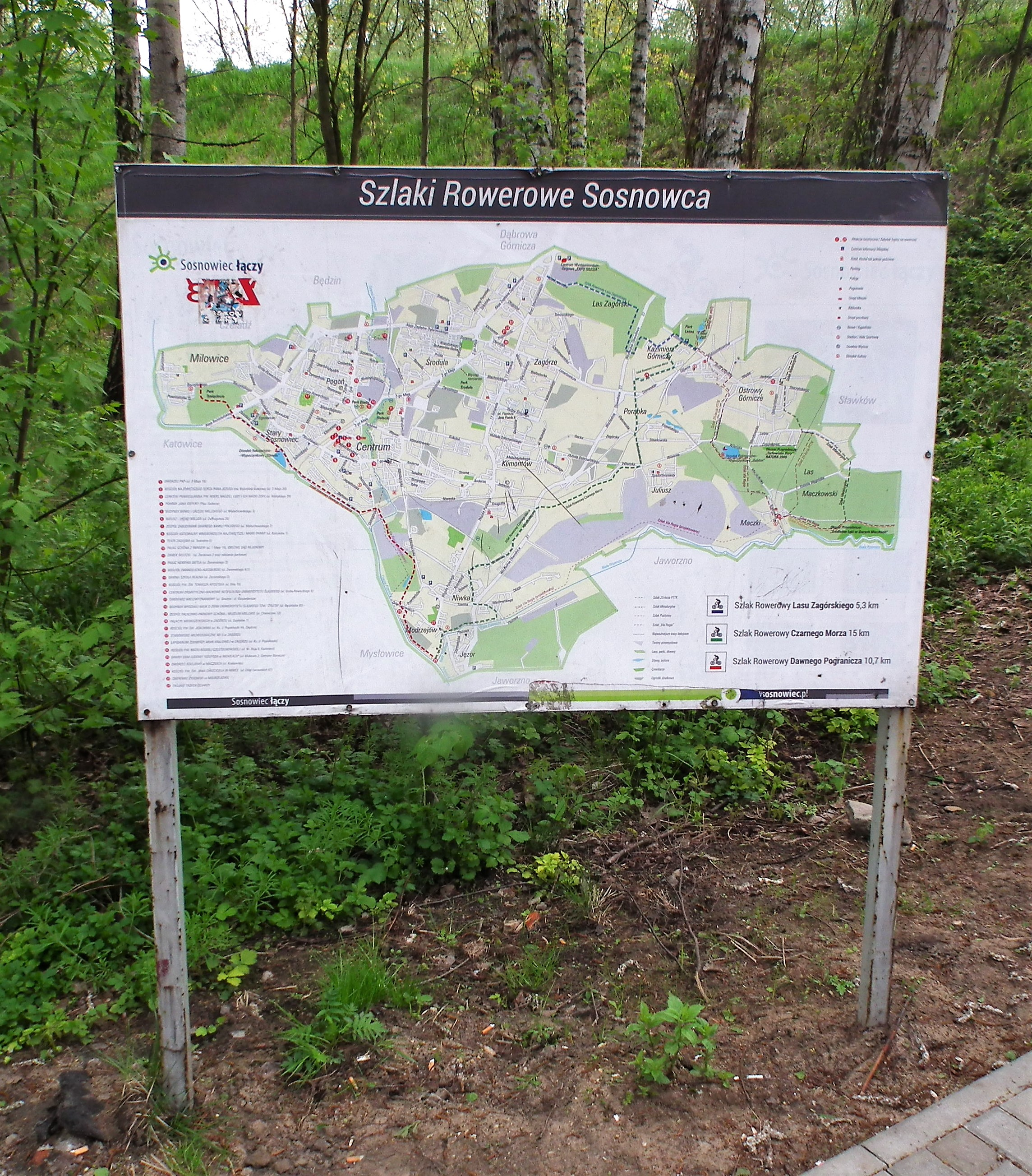
Mapa szlaków rowerowych w Sosnowcu

W Sosnowcu wyznaczone są 3 turystyczne szlaki rowerowe:
- Szlak Rowerowy Lasu Zagórskiego[45]: Las Zagórski – Park im. Jacka Kuronia
- Szlak Rowerowy Dawnego Pogranicza[45] – trasa nr 465 : Park Tysiąclecia – ul. Kresowa – ul. Sobieskiego – ul. Ostrogórska – ul. Orląt Lwowskich – Trójkąt Trzech Cesarzy
- Szlak Rowerowy Czarnego Morza[46] – trasa nr 467 Z: Trójkąt Trzech Cesarzy – ul. Orląt Lwowskich – Bór – ul. Szybowa – ul. Upadowa – ul. Kujawska – rzeka Bobrek – oś. Juliusz – ul. Łukasiewicza – ul. Wiejska – Park im. Jacka Kuronia – Szlak Rowerowy Lasu Zagórskiego

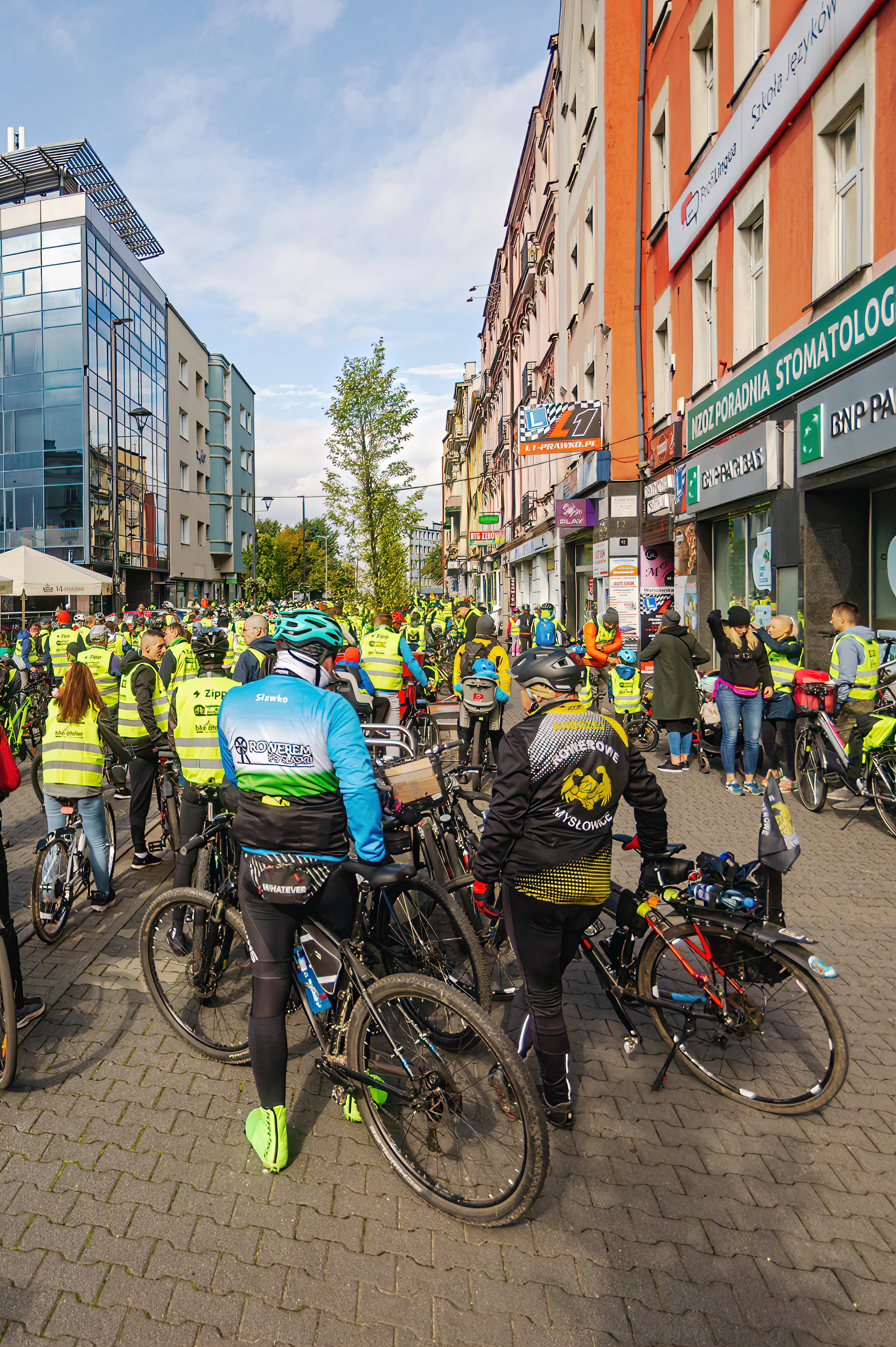
Uczestniczy 14 Zagłębiowskiej Masy Krytycznej

## Społeczność rowerzystów
W Sosnowcu działają 2 stowarzyszenia rowerowe: Klub turystyki rowerowej Cykloza oraz Sosnowieckie Stowarzyszenie Rowerowe, które oprócz organizowania imprez walczą o poprawę sytuacji rowerzystów w mieście.
Od 2008 r. odbywa się Zagłębiowska Masa Krytyczna, która należy do największych ze względu na liczbę uczestników manifestacji rowerowych tego typu w Polsce.
W Sosnowcu w 2021 r. nie przyjęto do realizacji ani jednego projektu rowerowego w ramach budżetu obywatelskiego, podobnie w roku 2022.